# Fonte Boa (Amazonas)
Fonte Boa es un municipio de Brasil, situado en el estado de Amazonas.
Se localiza en la latitud 02º30'50" sur y en la longitud 66º05'30" oeste, estando a una altitud de 62 metros. En 2005 tiene una población estimada de 35.752 habitantes. Cuenta con un área de 12.165,19 km².
- Datos: Q1793768
- Multimedia: Fonte Boa / Q1793768